# Symkanieh
Symkanieh est un village du Liban, situé à environ 45 km au sud-est de Beyrouth dans le district de Chouf, à une altitude de 850~960 mètres. Les villes limitrophes sont Baakline, Beiteddine, Bakaata.